# スコット・パタースン
スコット・パタースン（Scott Patterson、1969年12月29日 - ）は、アメリカの金融ジャーナリスト、ベストセラー作家。 ウォール・ストリート・ジャーナル紙のスタッフ記者であり、『Dark Pools』の著者、ニューヨーク・タイムズのベストセラー『ザ・クオンツ』などの著書がある。

## 記者として
パタースンはジェームズ・マディソン大学で文学修士号Master of Artsと英語学の学位を取得している。パタースンはウォール・ストリート・ジャーナルの記者で、金融業界に対する政府による規制を取材している。彼の取材にはマーク・キューバン、ウォーレン・バフェット、エドワード・ソープなどの有名なインタビューが含まれている。
ダークプール、フラッシュクラッシュ、アルゴリズム取引、高頻度取引（HFT）などの話題を取り上げ、ハイテク・ジャーナリズムの「頼りになるやつ」と評されている。
パタースンは高頻度取引を積極的に批判しており、HFTが市場のボラティリティや選別された企業への優遇措置の主な原因であるとしながらも、マーケットメーカーとしてのHFTの役割を認めている。 彼は、ウォール街の技術革新に追いつくことができず、このことが、市場に対する国民の信頼を低下させている原因だと指摘し、市場に対する政府の監視強化の支持者である。パタースンは、フラッシュ・クラッシュはこれらすべての問題が組み合わさった結果だと分析している。

## 作家として

### ザ・クオンツ
2010年、パタースンは『The Quants: How a New Breed of Math Whizzes Conquered Wall Street and Nearly Destroyed It』（クラウン出版社刊、邦題 『ザ・クオンツ 世界経済を破壊した天才たち』）を執筆。本書は、4人の「クオンツ」の人生を追いながら、コンピューター主導のクオンツ・トレーディングについて概説している。 これらのクオンツたちは、市場の非効率性を利用するために複雑な数学的アルゴリズムを作り上げた高学歴の秀才たちである。
結局のところ、コンピューター主導の取引への依存は、ブラックマンデー、ロングターム・キャピタル・マネジメントの破綻、信用大暴落といったメルトダウンの原因となった。エドワード・ソープのような初期のクオンツや、ブラックジャックのテーブルで学んだことを応用した初期の知識など、クオンツ・トレーディングの歴史が網羅されている。また、『ブラック・スワン』（邦訳『『ブラック・スワン：不確実性とリスクの本質』）の著者ナシム・ニコラス・タレブなど、クオンツ取引に反対する人々との交流も紹介されている。

### Dark Pools
2012年6月12日、パタースンは『Dark Pools： High-Speed Traders, A.I. Bandits, and the Threat to the Global Financial System』を発表した。本書は『ザ・クオンツ』を発展させ、アルゴリズム取引、人工知能ボット、高頻度取引の台頭がいかに現在の証券市場を不正に操作しているかを示している。
パタースンはまた、米国証券取引委員会のような政府機関がいかにテクノロジーの急速な進化についていけないかについても論じている。
パタースンは、人工知能ボット、ダークプール、高頻度取引を取引の未来と表現している。
グローブ・アンド・メール紙は『ダーク・プールDark Pools 』を "この問題について書かれた最高の本 "と評した。

## 評価
パタースンのデビュー作『ザ・クオンツ』はニューヨーク・タイムズのベストセラーとなった。 最初の本の成功を受けて、パタースンは『ザ・クオンツ』で扱った問題を発展させるべく『ダーク・プール』に取りかかった。
パタースンの文体は、複雑な金融トピックを大衆にアピールするのに適した方法で伝える能力から、作家のマイケル・ルイスと比較されてきた。 彼のジャーナリズムは、特に現在の市場技術のルーツをカタログ化することで、その深さが称賛されている。 パタースンの作品はウォール・ストリート・ジャーナル、ニューヨーク・タイムズ、CNBC、フォーブス、CNN、フォーチュン誌、ローリング・ストーン、サイエンティフィック・アメリカン、フィナンシャル・タイムズなどで紹介されている。